# إيرنست غيديون فون لاودون

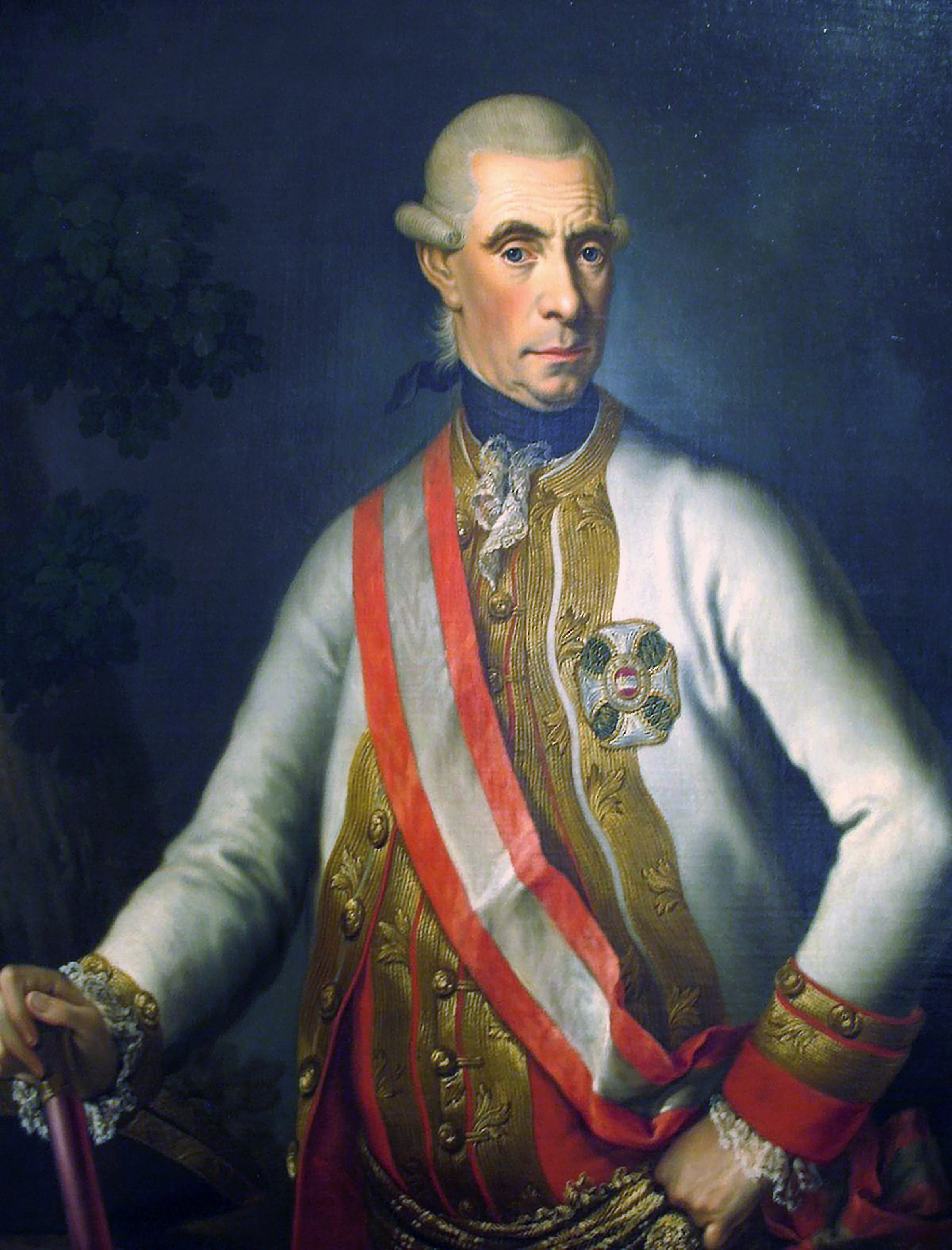
إرنست غيديون فرايهر فون لودون. بريشة فنان مجهول - متحف التاريخ العسكري في فيينا

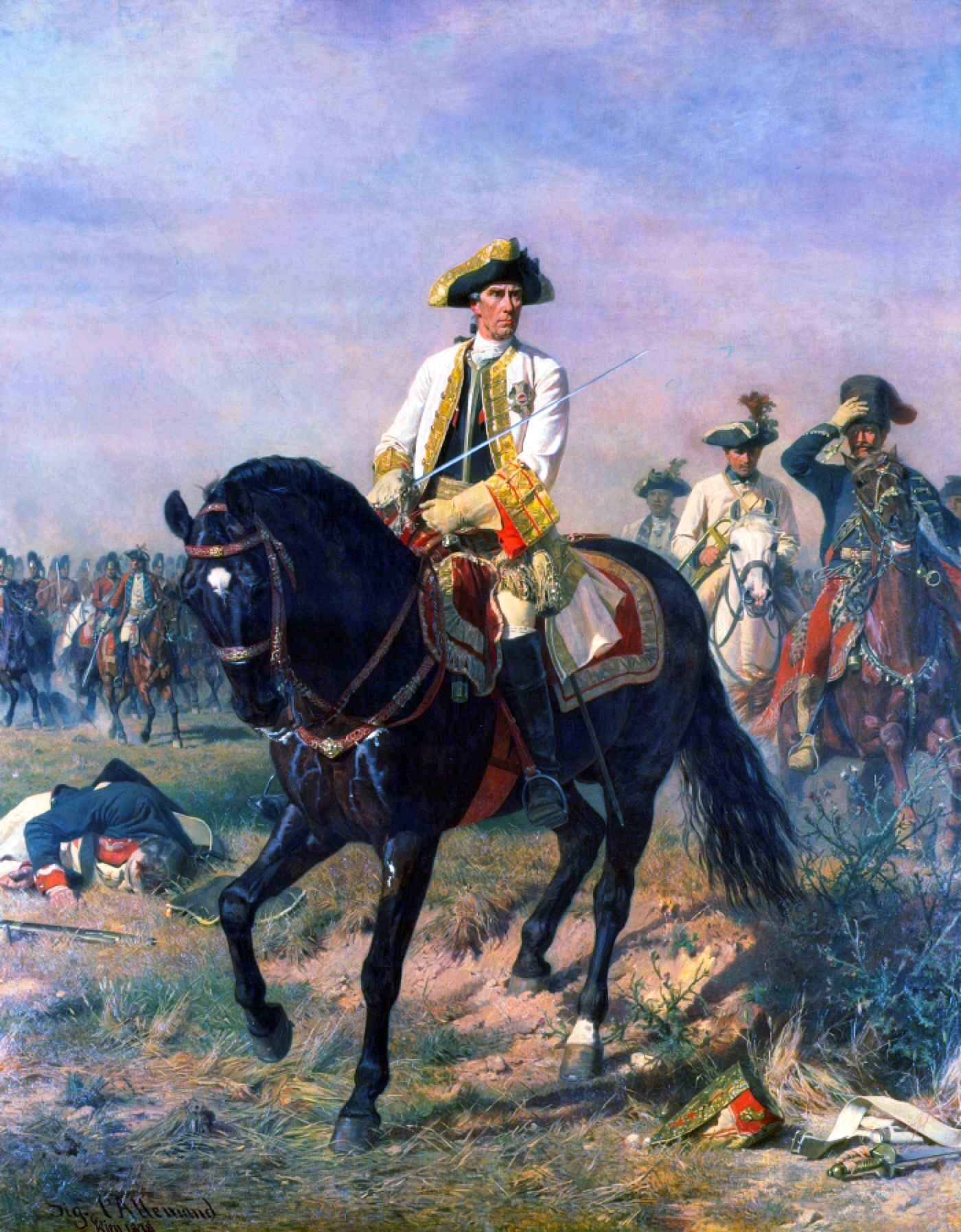
فون لاودون في معركة كونرزدورف - لوحة في متحف التاريخ العسكري في فيينا

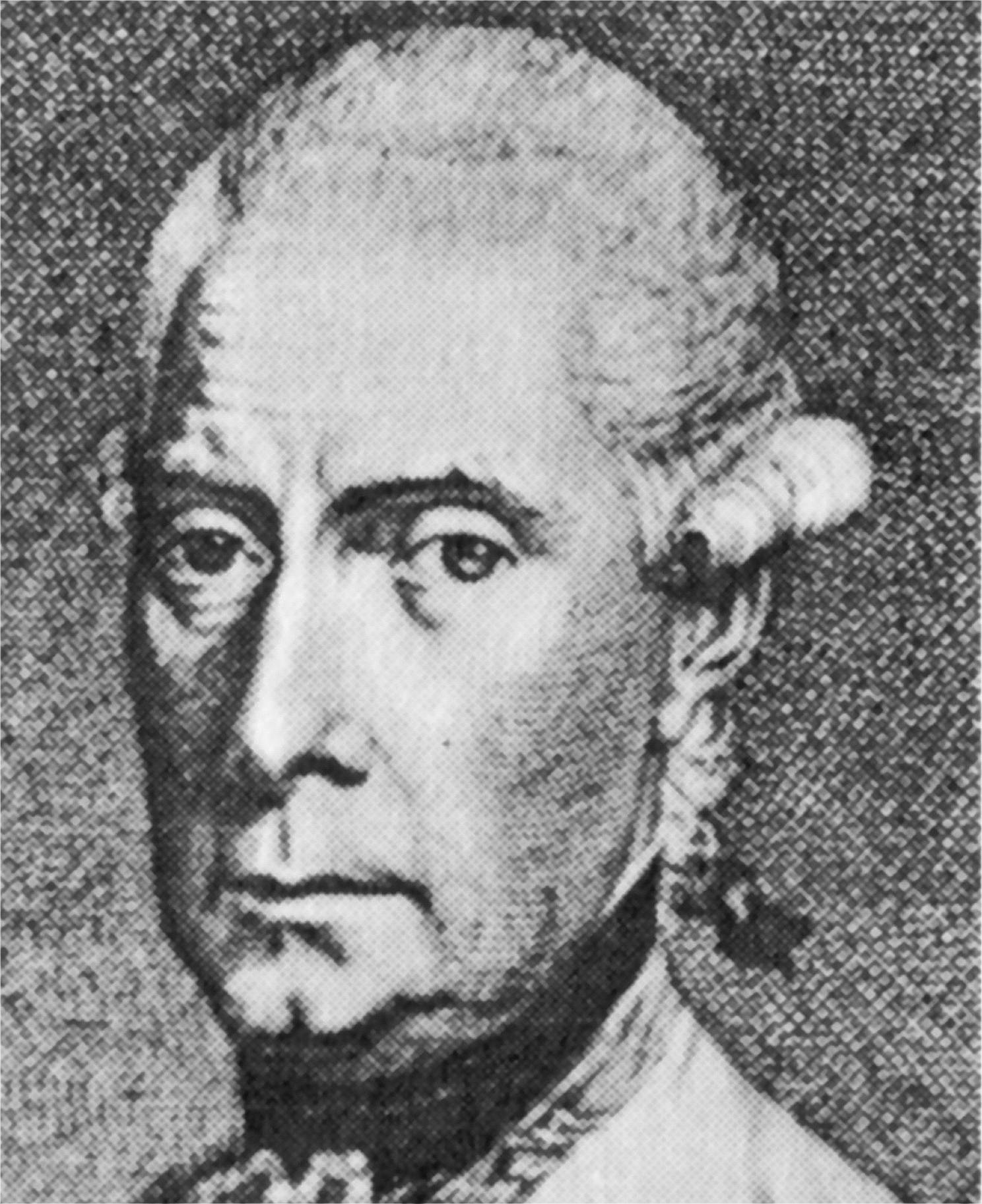
إرنست غيديون فون لاودون.

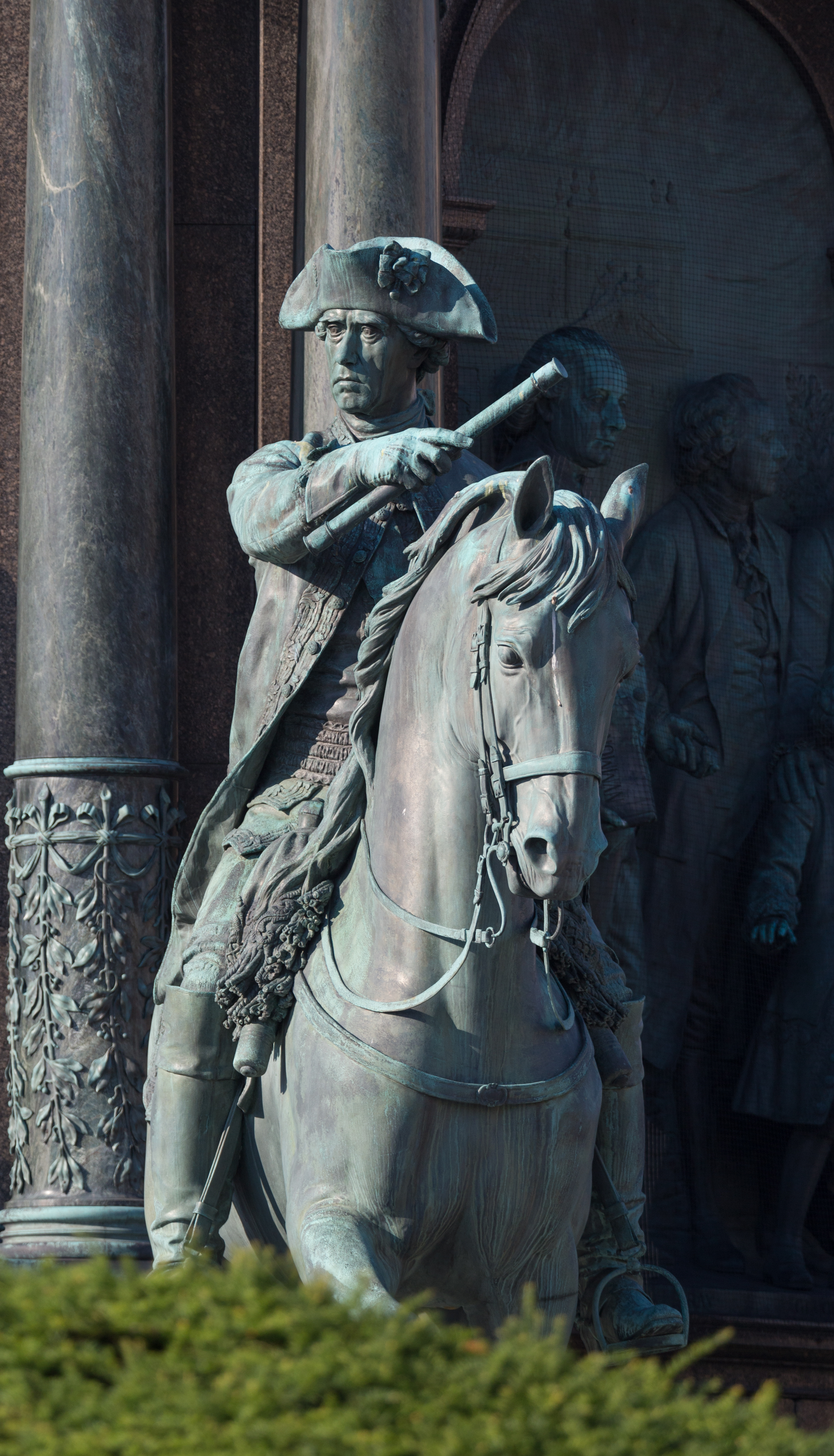
تمثال لاودون على قاعدة نصب ماريا تيريزا التذكاري في فيينا

ارنست غيديون فون لاودون، (منذ 1759 فرايهر فون لاودون)، (ولد في 13فبراير 1717 في توسه بالقرب من لاودون فيليفونيا، توفي في 14 يوليو 1790 في نويشتيتن في مورافيا)، كان قائدا عسكريا نمساويًا من أصل ألماني من البلطيق في عهد الإمبراطورة ماريا تيريزا.

## نشأته وبداياته العسكرية
استقرت عائلة لودون منذ القرن الخامس عشر في ليفونيا (اليوم مقسمة بين لاتفيا وأستونيا)، وقد ادعى لودون لاحقا أنه مرتبط بعائلة الإيرل لودون الاسكتلندية النبيلة، ولكن هذه العلاقة وهمية.
كان والده أوتو جيرهارد فون لاودون ضابطا برتبة مقدم تقاعد على معاش ضئيل من الخدمة في جيش الإمبراطورية السويدية. في أعقاب حرب الشمالية العظمى جصلت روسيا على ليفونيا وفقًا لمعاهدة نيستاد 1721، وأرسلت العائلة لاودون الصبي إلى الجيش الإمبراطوري الروسي كطالب في مدرسة الضباط عام 1732.
شارك عام عام 1734 في حصار دانزيغ في حرب الخلافة البولندية، ثم انتقل عام 1735 مع القوات الروسية إلى نهر الراين لمواجهة القوات الفرنسة، ثم عاد إلى نهر دنيبر وقاتل في الحرب التركية الروسية النمساوية. بعد معاهدة بلغراد عام 1739 توجه إلى سانت بطرسبرغ للشكوى من عدة حوادث ومن الأوضاع في الجيش الروسي، واستقال عندما لم يتم قبول شكواه.

## الدخول في خدمة الجيش النمساوي
بعد أن رفض فريدريش الثاني ملك بروسيا طلبه الانضمام إلى الجيش البروسي، دخل لاودون عام 1742 في خدمة الجيش النمساوي. عين برتبة هاوبتمان في وحدات المتطوعين/المرتزقة «فرايكوربس» في منطقة ترينكس الكرواتية وأصيب هناك بجروح خطيرة. وفي عام 1744 اتهم لودون بالعصيان وانتهاكات من قبل فيلق المتطوعين الكرواتيين، إلا أنه برر سلوكه بالأوامر التي تلقاها، وحصل بعد ذلك على رتبة رائد في حرس الحدود على الحدود النمساوية العثمانية في في منطقة ليكا (كرواتيا اليوم). وفي تلك الفترة تزوج وتحول من البروتستانتية إلى الكاثوليكية.وقضى السنوات العشر التالية في عمل نصف عسكري ونصف إداري في منطقة كارلوفاتس. في بلدة بونيتش، حيث كان يتمركز، بنى كنيسة وزرع غابة من خشب البلوط تسمى الآن باسمه.
شارك في غزوات حرب الخلافة النمساوية (1740-1748)، حتى جرح وأسر في الألزاس. تم إطلاق سراحه بعد فترة وجيزة من تقدم الجيش النمساوي الرئيسي.

## حرب السنوات السبع
كان قد وصل إلى رتبة مقدم عند اندلاع حرب السنوات السبع حاول لودون المشاركة فيها، ولكن رئيس اركان الحرب الكونت فيلهلم راينهارد فون نيبيرغ رفض قبوله. لاحقا قبل لاودون بناء على طلب المستشار وينزل أنطون كونيتز، وأرسل إلى بوهيميا برتبة ملازم أول (بالألمانية: Oberleutnant) مع فيلق المتطوعين الكرواتي ليعمل تحت إمرة في بوهيميا وساكسونيا المشير ماكسيميليان يوليسس فون براون.
لمع اسم لاودون بعد غارة ليلية صغيرة على أوستريتز في 1 يناير 1757، وبعد عملية ناجحة بالقرب من تيتشن أثناء الانسحاب من ساكسونيا في فبراير 1757 رقي لاودون إلى رتبة عقيد (بالألمانية: Oberst) لمشاركته في الهجوم على هيرشفيلد
بعد معركة كولين ألحق لاودون خسائر كبيرة بالجنرال البروسي كايت أثناء انسحاب الأخير، وبعد عدة أشهر في قيادة منطقة على نهر الـ إلبه، أوكلت إليه في عام 1758 قيادة القوات النمساوية الخفيفة في الجيش النظامي في معركة روسباخ، أنشأ قوته الخفيفة الخاصة به، كتيبة متطوعي لاودون، والتي سميت فيما بعد «غريناديريو لاودون»، ورقي إلى رتبة لواء في سلاح الفرسان، وفارسا في تشكيل ماريا تيريزا الذي تم تأسيسه حديثًا.
في حرب سيليزيا الثالثة عام 1758 جاءت أول فرصة له للقتال كقائد أعلى للجيش، وفي 30 يونيو 1758 استولى على فوج عربات تابع للجيش البروسي بالقرب من دومشتادتل، مجبرا فريدريك الثاني على عن حصار أولوموك والانسحاب إلى بوهيميا، ورقي لذلك إلى رتبة مساعد مارشال (بالألمانية: Feldmarschallleutnant) في الجيش الإمبراطوري.
نال لأدائه في في معركة هوخكيرخ وسام ماريا تيريزا بدرجة الصليب الأكبر، وحصل على لقب فرايهر (بارون) وعلى عقار بالقرب من بلدة كوتنا هورا في بوهيميا. في ربيع 1759 قاد فيلقا من 18000 رجل على حدود سيليزيا اتحد في أغسطس مع القوات الروسية الحليفة التي قادها بيوتر سيميونوفيتش سالتيكوف وهزم في 12 أغسطس 1759 فريدريك العظيم وقواته البروسية في معركة كونرسدورف، ثم تحركت القوان النمساوية بقيادة لاودون إلى سيليزيا النمساوية ومورافيا.
في عام 1760، عانى من انعكاس حاد على يد فريدريك في معركة ليجنيتز (15 أغسطس 1760)، مما أدى إلى جدل مرير مع دون ولاسي، في عام 1761،
أصبح عام 1760 القائد العام للقوات المسلحة في بوهيميا ومورافيا وسيليسيا، بأمر من ماريا تيريزيا، ومنح قيادة فوج مشاة وفيلق من 36000 رجل كان من المقرر أن يتقدم إلى سيليزيا. هناك هزم في 23. يونيو الجنرال فوكيه في لاندسهوت واجتاح بلدة غلاتز، وحاصر بريسلاو/فروتسواف ولكنه فشل في احتلالها. في 15 أغسطس تعرض لاودون لنكسة حادة بعد خسارته معركة ليغنيتس أمام فريدريش الثاني، وألقى باللوم قادة الجيش الرئيسي على الجنرالين فرانتس فون لاسي وليوبولد داون الذين ادعى لودون أنهما قد تركا فيلقه دون دعم.
واصل لاودون مجهوداته في سليزيا، توجه لاودون في مارس 1761 إلى سيليزيا على رأس جيش قوامه 60 ألف رجل بشكل مستقل عن جيش ليوبولد داون الرئيسي، وفي 12 أغسطس اتحد جيشه مع القوات الروسية الحليفة، إلا أن جميع محاولاتهم فشلت امام معسكر فريدريش الراسخ في بونزلويتز. وفي 1 أكتوبر نجح في السيطرة على بلدة شفايدنيتز بهجوم ليلي مفاجئ، وكانت هذه الحملة آخر مشاركة له في هذه الحرب، حيث لم يتلق أوامر أخرى في عام 1762.
استمر نشاطه الدؤوب حتى نهاية الحرب، في تناقض واضح مع إستراتيجية داون ولاسي الحذرة، وقد أظهرت دراسات لاحقة لحرب السنوات السبع أنه كان هناك في الجانب النمساوي حاجة لعدوانية أكثر مما أظهره داون، ومغامرة أقل مما كان في مناورات لاودون، ولكن أيا منهما لم يدرك ذلك في تلك الفترة، وقد تميزت السنوات الثلاث الأخيرة من الحرب بالاحتكاك المتزايد باستمرار بين الاثنين (صار يطلق عليهما في الجيش «فابيوس» و «مارسيلوس»)، وتحول ذلك إلى عداوة شخصية بين لاودون ولاسي.
بعد انتهاء الحرب أصبح داون القائد العام الفعلي للجيش، وخلفه لاسي في رئاسة مجلس الحرب، فيما عين لاودون مفتشا عاما لقواة المشاة. استمرت الخلافات بين لاودون ولاسي، ومع اشتراك يوزيف الثاني، صديق لاسي، بالحكم عام 1765، تراجع دور لاودون إلى الخلفية، وتقاعد لودون إلى ممتلكاته بالقرب من كوتنا هورا. ومع ذلك رفض في تلك الفترة عروضا من فردريش الثاني وآخرين للانتقال إلى خدمتهم.

## حرب الخلافة البافارية

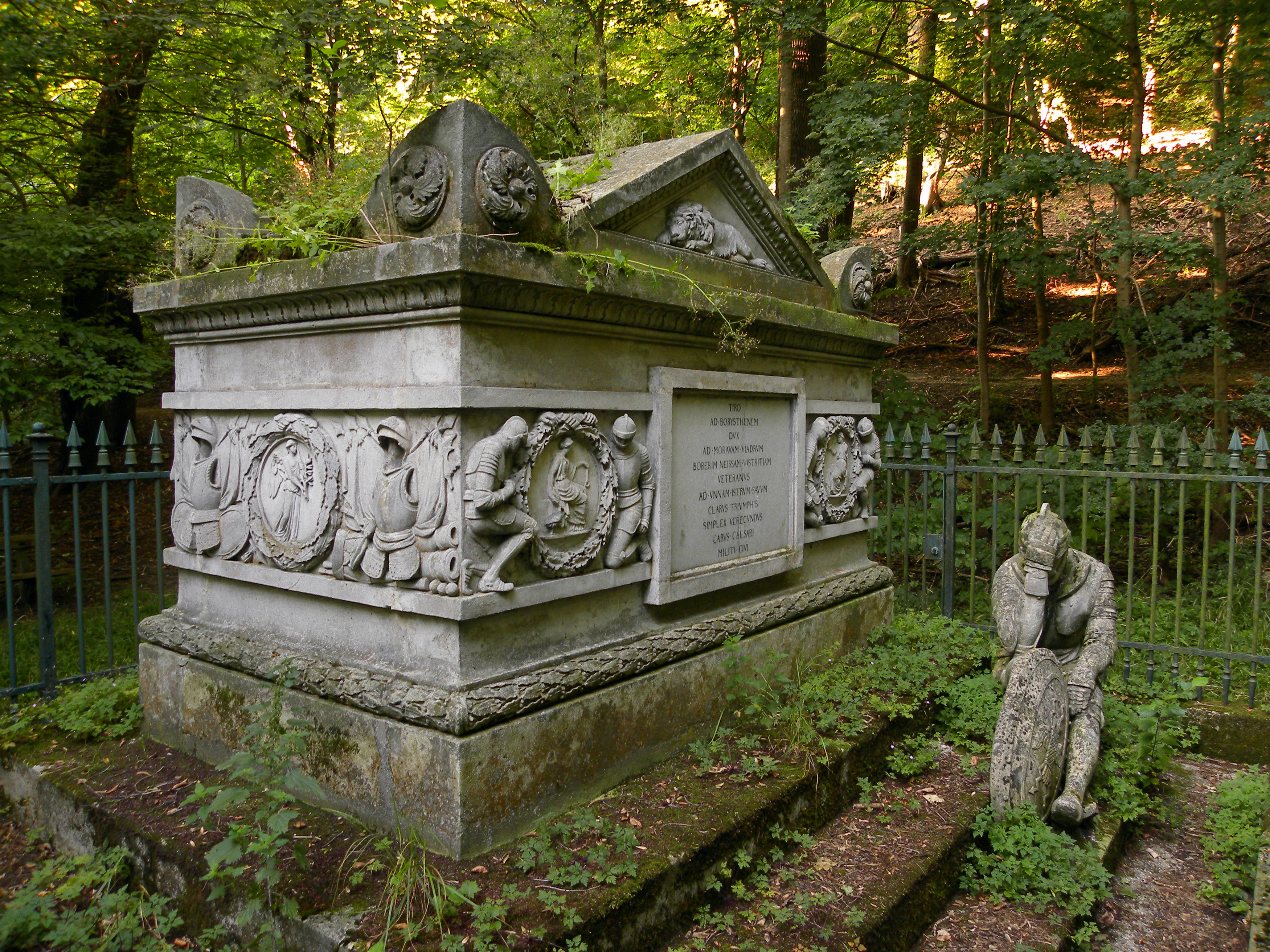
قبر لاودون في غابة فيينا

في عام 1766 عين لاودون في مجلس الحرب الامبراطوري، وعين في 1769 قائداً أعلى للقوات المسلحة في بوهيميا ومورافيا، وهو منصب شغله لثلاث سنوات حاول التقاعد بعدها، ولكن ماريا تيريزا أقنعته مرة أخرى بالبقاء في الجيش،
في عام 1776 أشترت ماريا تيريا ممتلكاته في بوهيميا بسعر سخي بعد تراجع قيمتها بسبب المشاكل الزراعية في بوهيميا، واشترى لاودون ما سمي بعدها بقلعة لاودون في منقطة هادرسدورف بالقرب من فيينا، وسكنها حتى وفاته.
في عام 1778 عين مشيرا (مارشال)، وعندما اندلعت حرب الخلافة البافارية، تصالح لاودون مع يوزيف ولاسي، وقاد لاسي الجيشين في الميدان، وبينما لم يرق أداء لاودون الذي واجه لاودون أمير بروسيا هاينريش بوهيميا في مارس 1778 إلى سمعته العسكرية، حاز لاسي الذي كان يقاتل جيش فريدريك نفسه على شهرة أكبر في تلك الحرب.

## الحرب التركية النمساوية الثامنة
عاش لاودون لمدة عامين بهدوء في قصره في هادرسدورف، إلى أن اندلعت حرب جديدة مع تركيا عام 1787. كان أداء الجنرالات المكلفين بمتابعة هذه الحرب سيئًا، فاستدعي لاودون للمرة الأخيرة في الميدان على الرغم من تقدمه في السن واعتلال صحته. قاد لاودون القوات النمساوية في كرواتيا، وهزم الأتراك في دوبيتزا في أغسطس من ذلك العام واقتحم نوفي غراد. وفي حملة عام 1789غزا بلدة غراديسكا على رأس الجيش الكرواتي السلوفيني. في غياب المارشال أندرياس هاديك فون فوتاك بسبب المرض، تولى لاودون القيادة العليا للجيش الرئيسي وتمكن منالاستيلاء على بلغراد وسمينديريا في غضون ثلاثة أسابيع. منهيا لحملة بنجاح.

## تعيينه قائدا أعلى
عين لاودون قائدا أعلى للقوات المسلحة النمساوية التي أسسها الإمبراطور الجديد ليوبولد الثاني.
في عام 1790 استلم القيادة العليا للجيوش التي حشدت ضد بروسيا.

## وفاته
توفي لاودون في 14 يوليو في نويشتتيتشاين، ودفن بالقرب من قصره في غابة فيينا.

## تذكاره في النمسا
- في عام 1862 أطلق اسمه على شارع في حي فيينا الثامن (بالألمانية: Laudongasse)
- في عام 1959 أطلق اسمه على شارع رئيسي في حي فيينا الرابع عشر (بالألمانية: Loudonstrasse).
- تحمل سمفونية جوزيف هايدن رقم 69 اسم «لاودون»
- لحّن موتسارت الأداجيو والأليغرو القطعة رقم 594 لآلة الناي بصفة موسيقى جنائزية لـلاودون.[11]
- أدرج لادون بقرار من الإمبراطور فرانز جوزيف الأول في 28 فبراير 1863 في قائمة «أمراء وقادة الحرب النمساويين العظماء والخالدين» الذين أقيمت تكريما لهم تماثيل بالحجم الطبيعي في بهو متحف السلاح الملكي حديث الإنشاء (اليوم: متحف التاريخ العسكري في فيينا). صنع التمثال عام 1864 النحات النمساوي سيبريان غوديبسكي من رخام كرارا بتمويل من فرانز يوزيف نفسه.[12]
- في القاعة الثانية من متحف التاريخ العسكري في فيينا تعرض أغراض لودون الشخصية، مثل وسام ماريا تيريزا الذي حصل عليه لاودون من الإمبراطوية، وقبعته وسيفه، وحتى عدة الحلاقة الخاصة به. كما توجد فوق المعروضات لوحة زيتية ضخمة تصوره راكبا فرسه في ساحة المعركة بالقرب من كونرسدورف، وهي لوحة رسمها النمساوي سيغموند لالماند عام 1878 لمعرض باريس العالمي.[13] للاودون أيضا تمثال نصفي صنع عام 1812 معروض اليوم في «قاعة مشاهير الألمان» في والهالا. في متحف التاريخ البحري في البندقية رأس تمثال لمقدمة سفينة حربية نمساوية يحمل ملامح لودون (القطعة رقم 3332).
- أطلق اسمه على أول سفينة حربية نمساوية من فئة إيرزاتس مونارخ (المعروفة رسميًا باسم السفينة 8)، ولكن لم يكتمل بناء تلك السفينة بسبب اندلاع الحرب العالمية الأولى التي أوقفت جميع عمليات بناء السفن الحربية الكبرى في النمسا-المجر.
- عبارة «تبا، لاودون!» (بالألمانية: fix Laudon!)، وهي لعنة خفيفة تستخدم أحيانًا في النمسا. يقال أن ماريا تيريزا قد نطقتها لأول مرة عندما بلغها نبأ فقدان سيليزيا لصالح بروسيا.[8]